# Pajzos-tető
A Pajzos-tető egy fennsík Borsod-Abaúj Zemplén vármegyében, a Zempléni-hegység északkeleti részén, Budapesttől 200 km-re keletre, 169 méteres tengerszint feletti magasságban.

## Földrajza
A Pajzos-tető környéke délkeleten lapos, északnyugaton dombos. A terület legmagasabb pontja 325 méteren található. Viszonylag gyéren lakott, környékén négyzetkilométerenként 72 fő él. A legközelebbi nagyobb város a tőle 8,1 km-re északkeletre elterülő Sárospatak. A Pajzos-tető környéke termőfölddel szinte teljesen borított vidék.

## Éghajlata
Éghajlata hemiboreális. Az átlaghőmérséklet 10 °C. A legmelegebb hónap a július 23 °C-kal, a leghidegebb pedig a december −6 °C-kal. Az átlagos évi csapadékmennyiség 809 milliméter. A legcsapadékosabb hónap a július, 99 milliméter esővel, a legkevésbé csapadékos az augusztus, 43 milliméterrel.

## Fordítás
Ez a szócikk részben vagy egészben  a   Pajzos-tető című szebuano Wikipédia-szócikk ezen változatának fordításán alapul.  Az eredeti cikk szerkesztőit annak laptörténete sorolja fel. Ez a jelzés csupán a megfogalmazás eredetét és a szerzői jogokat jelzi, nem szolgál a cikkben szereplő információk forrásmegjelöléseként.